# Trường Chinh (phường)
Trường Chinh là một phường thuộc thành phố Kon Tum, tỉnh Kon Tum, Việt Nam.

## Địa lý
Phường Trường Chinh nằm ở phía đông bắc thành phố Kon Tum, có vị trí địa lý: 
- Phía đông giáp các xã Đắk Blà và xã Đắk Rơ Wa
- Phía tây giáp phường Duy Tân và phường Quang Trung
- Phía nam giáp phường Thắng Lợi
- Phía bắc giáp xã Đắk Cấm.

Phường Trường Chinh có diện tích 5,19 km², dân số năm 2020 là 11.360 người, mật độ dân số đạt 2.189 người/km².

## Hành chính
Phường Trường Chinh được chia thành 5 tổ dân phố: 1, 2, 3, 4, 5 và 3 thôn: Kon Mơ Nay Kơ Tu 2, Kon Mơ Nay Sơ Lam 1, Kon Mơ Nay Sơ Lam 2.

## Lịch sử
Ngày 8 tháng 1 năm 2004, Chính phủ ban hành Nghị định 13/2004/NĐ-CP về việc thành lập phường Trường Chinh trên cơ sở 196,68 ha diện tích tự nhiên và 2.563 nhân khẩu của xã Đắk Blà, 244,20 ha diện tích tự nhiên và 3.690 nhân khẩu của phường Thắng Lợi.
Phường Trường Chinh có 440,88 ha diện tích tự nhiên và 6.253 nhân khẩu.
Ngày 10 tháng 4 năm 2009, Chính phủ ban hành Nghị định 15/NĐ-CP về việc thành lập thành phố Kon Tum thuộc tỉnh Kon Tum. Phường Trường Trinh trực thuộc thành phố Kon Tum.